# Llistrofus pricei
Il llistrofo (Llistrofus pricei) è un anfibio estinto, appartenente ai lepospondili. Visse nel Permiano inferiore (circa 280 milioni di anni fa) e i suoi resti fossili sono stati ritrovati in Nordamerica (Oklahoma).

## Descrizione
Questo animale è noto solo per uno scheletro parziale con tanto di cranio, sufficiente a ricostruirne l'aspetto. Llistrofus non doveva superare i 20 centimetri di lunghezza, ma rispetto ai suoi più stretti parenti (ad esempio Hapsidopareion) era comunque più grande. Il cranio di Llistrofus era dotato di grandi aperture temporali nella parte inferiore, proprio dietro le orbite, aperte lungo il margine inferiore. In generale, il cranio era corto e dotato di grandi occhi; le ossa della volta cranica erano ornate da una serie di piccole fosse e canali. Le fauci erano armate di una ventina di piccoli denti conici per ogni ramo mascellare e mandibolare. Il corpo doveva essere moderatamente allungato, mentre le zampe erano minuscole ma ben formate, con ulna e radio pienamente ossificati.

## Classificazione
Llistrofus pricei è noto grazie a un fossile ritrovato nella formazione di Fort Sill, in Oklahoma, che ha restituito i fossili di numerosi altri anfibi permiani. È stato descritto per la prima volta nel 1978 da Carroll e Gaskill, ed è stato attribuito ai microsauri, un gruppo di anfibi lepospondili di piccole dimensioni. Tra questi ultimi, le parentele più strette di Llistrofus vanno ricercate in Hapsidopareion, un altro microsauro rinvenuto a Fort Sill. Questi due generi condividono infatti la caratteristica apertura temporale "aperta" (Bolt e Rieppel, 2009). Rispetto a Hapsidopareion, tuttavia, vi erano alcune differenze nel cranio e nelle dimensioni (Llistrofus era lungo circa il doppio del suo stretto parente).

## Paleobiologia
Uno studio del 2009 ha messo in luce ulteriori caratteristiche del cranio di Llistrofus. La grande ansa temporale di Llistrofus e Hapsidopareion potrebbe aver avuto notevoli implicazioni funzionali; forse era utile per potenziare la muscolatura delle fauci, con l'adduttore che "rientrava" nel cranio (Bolt e Rieppel, 2009).